# Slaget om Rastarkalv

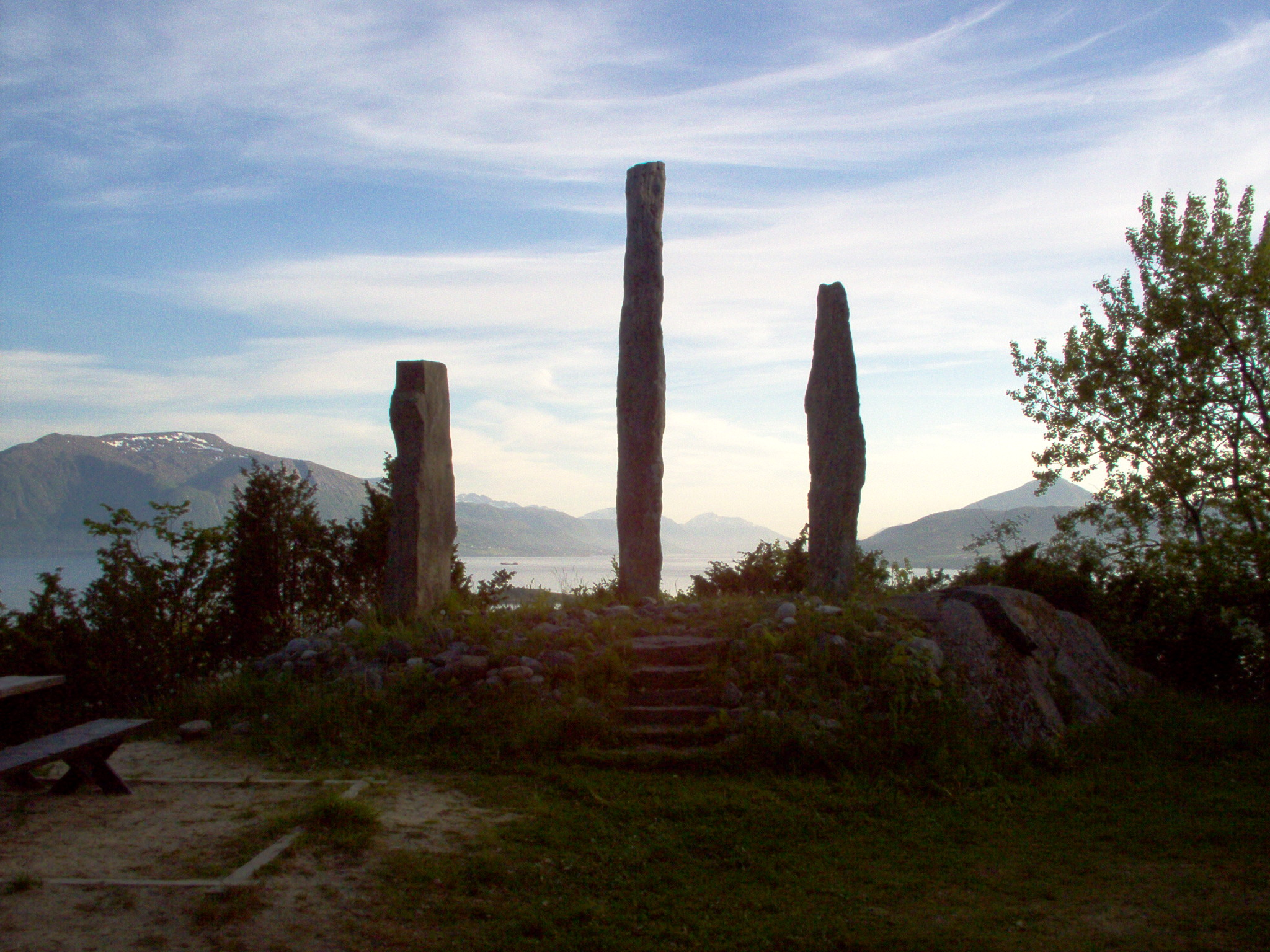
Minnesstenar på Freidarberg

Slag om Rastarkalv ägde troligtvis rum 955. Det utkämpades i Frei i norra Norge, efter ett danskt härtåg. Segraren var Håkan Adelstensfostre, som besegrades Erikssönerna.
Erikssönerna försökte med en större flotta plundra sin väg norrut längs norska fjordar. Emellertid hade Håkan Adelstensfostre satt upp ett system med vårdkasar för att vara. Han hade omsider samlat sig 9 skepp och manskap därtill. Därefter sände han bud till Erikssönerna, eftersom dessa hade varit svåra att finna. Håkans män landsteg vid Frei och stod väntande på stranden, när Erikssönernas 20 skepp gick till anfall. Genom en utflankering, kunde de vinna. 
Nordisk familjebok skriver vidare:
Egil Ullserk, var en gammal bonde från Nordmöre, Romsdals amt, i Norge. Han stupade i slaget på Rastarkalv, å Fredöen, vid Kristianssund, efter att hafva genom sin tapperhet i hög grad bidragit till att försäkra Håkan Adelstensfostre om segern.1